# Gerta Stern
Gerta Stern (* 24. Oktober 1915 in Wien als Gerta Lagodzinsky; † 28. Mai 2018) war eine österreichische Schauspielerin und Kosmetikerin, die 1938 als Jüdin vor den Nationalsozialisten floh und dabei die Freilassung ihres Mannes, des Fußballspielers Moses Stern, aus dem Konzentrationslager Sachsenhausen erwirkte. 2016 veröffentlichte die deutsche Autorin Anne Siegel ein Buch über ihre Lebensgeschichte.

## Biografie
Gerta Stern wurde 1915 in Wien als drittes Kind von Sofie, geborene Singer, und Bernhard Lagodzinsky geboren. Ihre beiden Brüder waren bereits vor Gertas Geburt gestorben. Gertas Onkel Siegfried Translateur, ein Halbbruder ihres Vaters, war ein erfolgreicher Komponist. Ein anderer Onkel, der Zwillingsbruder ihrer Mutter, leitete den Wiener Westbahnhof.
1923 gewann Gerta einen Wettbewerb unter dem Motto „Wer ist der nächste Jackie Coogan?“. Sie trat daraufhin in Theaterstücken auf und bekam Schauspielunterricht. 1927 starb ihr Vater unerwartet an einem Herzinfarkt.
1931 machte der Komponist Hermann Leopoldi (damals 42 Jahre alt) der 16-jährigen Gerta den Hof, was ihre Mutter empört zurückwies. Zu dieser Zeit gab Gerta die Schauspielerei auf und machte eine Ausbildung zur Kosmetikerin. Nach Abschluss der Ausbildung arbeitete sie, mittlerweile volljährig, als Lehrerin an ihrer Kosmetikfachschule. Nach einem halben Jahr wurde sie entlassen, weil sie Jüdin war.
Wenig später lernte sie den Profifußballer vom SC Hakoah Wien Moses „Munio“ Stern kennen, den sie am 8. Oktober 1938 heiratete. Die jüdische Zeremonie musste heimlich stattfinden, da jüdische Religionsausübung nicht mehr geduldet wurde. Schon vor der Hochzeit hatte das Paar beschlossen, nach Südafrika auszuwandern, wo bereits Moses’ Schwester Lola lebte. Die Visa wurden von Lola nach Hamburg geschickt, da Südafrika in Wien kein Konsulat hatte.
Mit dem Zug fuhr das Paar nach Hamburg, wo sie bei Verwandten unterkamen. Fast täglich gingen sie zum südafrikanischen Konsulat, doch die Visa kamen nicht an. In der Nacht vom 9. auf den 10. November wurde Moses von der SA in der Wohnung verhaftet und abgeführt; ihr Gastgeber und dessen Söhne waren bereits am Morgen verhaftet worden – Moses hatte sich mit Gerta im Bad versteckt.
Gerta hatte nun ein doppeltes Ziel: ihren Mann zu befreien und Visa zu besorgen. Nachdem sie bei vielen Konsulaten abgewiesen worden war, konnte sie schließlich Visa für Panama beantragen. Die Befreiung ihres Mannes erreichte sie kurz darauf durch ein Husarenstück: sie betrat entschlossen das Hamburger Gestapo-Hauptquartier, spielte die resolute, leicht wirre Österreicherin mit nahezu unverständlichem Dialekt und behauptete, die Verhaftung ihres Mannes sei ein Versehen, da sie nur auf der Durchreise seien und Visa für Südafrika hätten. Tatsächlich wurde die Freilassung des inzwischen nach Sachsenhausen verbrachten Moses veranlasst.
Eine Auflage der Freilassung war, dass Moses Hamburg binnen 24 Stunden verlassen musste. Er reiste noch einmal nach Wien, während Gerta in Hamburg die Ausreise mit Hilfe von Otto Dettmers organisierte.
Mit der MS Cordillera, einem modernen Passagierschiff, reisten Gerta, Moses und dessen jüngerer Bruder Siegfried nach Panama. Das Geld für die Passage musste Gerta sich von einem der ihr unbekannten Mitreisenden leihen, das sie in Panama zurückzahlen wollte. Das Schiff bestiegen sie in der Bretagne, wohin sie mit dem Zug fuhren, nachdem Moses und Siegfried aus Wien nach Hamburg gekommen waren.
In Panama eröffnete Gerta ein Kosmetikstudio, Moses hatte als Schmuckhändler Erfolg. Daneben war Moses als Fußballmanager tätig; während seiner Zeit als Manager gewann die Nationalmannschaft Panamas 1951 die zentralamerikanische Meisterschaft.
1958 bekamen Gerta und Moses eine Tochter, die bereits mit 13 Jahren an einer falsch gegebenen Injektion starb. Ab 1973 fuhren Gerta und Moses jeden Sommer von Panama nach Bad Hofgastein, wo sie zusammen im Grand Park Hotel auftraten: Gerta als Sängerin und Moses mit einer komödiantischen Zaubershow. Moses starb 1991 in Wien beim Schauen eines Fußballspiels im Fernsehen.
Die deutsche Autorin Anne Siegel wurde bei Recherchen in Panama zufällig auf die Lebensgeschichte von Gerta Stern aufmerksam und veröffentlichte 2016 eine weit beachtete Biographie.
Gerta Stern starb am 28. Mai 2018 im Alter von 102 Jahren.